# Návrat do Tibetu
Návrat do Tibetu je cestopisný a vzpomínkový román rakouského spisovatele a cestovatele Heinricha Harrera, jehož hlavním tématem je Tibet, a to především jeho lid a jedinečná kultura v době okupace komunistickou Čínskou lidovou republikou. Kniha byla vydána roku 1983 v Innsbrucku a po Sametové revoluci též oficiálně i v Československu, roku 1991 v Praze (ISBN 80-7038-225-2). Kniha obsahuje také rozsáhlou barevnou i černobílou fotodokumentaci, kterou pořídil sám autor.

## Obsah díla
Kniha provází čtenáře Tibetem 80. let, kdy se poprvé po 30 letech vrací autor do země, ve které, jak sám říká, prožil nejkrásnější roky svého života, které popsal v knize Sedm let v Tibetu. Objektivně popisuje strasti, kterými musel tibetský lid nuceně projít kvůli čínské invazi, vývoj v politice čínských agresorů, stav kulturního dědictví, útisk a porušování základních lidských práv a svobod atd. Porovnává situaci v době své návštěvy a před 30 lety a prokládá poněkud ponurou současnost vzpomínkami na šťastný a samostatný Tibet.